# Jonas Castrén
Jonas Castrén (né le 25 février 1850 à Pyhäjärvi et mort le 10 octobre 1922 à Hyvinkää) est un avocat et homme politique finlandais.

## Biographie
Jonas Castrén obtient son diplôme de fin d'études secondaires en 1869. Il obtient un baccalauréat en philosophie en 1876 et un diplôme de droit en 1893. Jonas Castrén est avocat à Helsinki et en Suède de 1894 à 1922.
Il est membre de la Diète de Finlande en 1885, en 1888, en 1891, en 1894 et de 1905 à 1906 et du Parlement de Finlande de 1907 à 1917.

## Positions  politiques
Dans les années 1880, Jonas Castrén dirige avec Lauri Kivekäs, les jeunes fennomanes et le groupe radical K.P.T. (fi) d'étudiants de langue finnoise, plus réformistes et linguistiquement plus rigides que la ligne principale du parti finlandais. 
À cette époque, Jonas Castrén est favorable à une attitude forte envers les suédophones et, si nécessaire, à une coopération avec les autorités russes.
Pendant les périodes de russification de la Finlande, sa position s'est complètement inversée à cet égard.
À la Diète de Finlande de 1885 (fi), Jonas Castrén est pour la première fois, un partisan agressif des réformes radicales (extension du droit de vote, possibilités pour les femmes d'étudier), effrayant les anciens dirigeants fennomanes Yrjö Sakari Yrjö-Koskinen et Agathon Meurman.
Il est aussi membre des États paysans aux diètes de 1888, 1891, 1894 et 1905-1906. Avec l'extinction du K.P.T., Castrén est passé au Parti jeune finnois, mais avec l'âge, ses opinions politiques sont devenues de plus en plus conservatrices.
Jonas Castrén vit en exil en Suède pour des raisons politiques de 1914 à 1917 et de 1918 à 1921. 
À cette époque, il est membre de la délégation étrangère du Mouvement pour l'indépendance finlandaise à Stockholm de 1916 à 1918, et pendant une courte période par la suite aussi en tant que représentant officiel du gouvernement blanc finlandais. 
Jonas Castrén n'a jamais atteint le rang de ministre ou un autre poste clé, mais il a l'un des politiciens et leaders d'opinion les plus éminents de son temps.
Castrén était l'un des chefs de file de la droite («les hirondelles») du Parti jeune finnois et il était connu pour son approche passionnée et moraliste des questions politiques, en particulier dans son combat pour la légitimité durant les périodes de russification de la Finlande.

## Liens connexes
- Famille Castrén